# Catholics for Choice
Catholics for Choice,  ou anciennement Catholics for a Free Choice, est une organisation pro-choix basée à Washington qui fut fondée en 1973 « pour faire entendre la voix des catholiques qui pensent que la tradition catholique doit aider au développement de droits moraux et légaux pour la femme, pour qu'elle puisse agir en fonction de sa propre conscience dans les domaines de la sexualité et de la reproduction » . L'organisation est actuellement dirigée par Jon O'Brien. 

Catholics for Choice affirme donner la parole à la grande partie des catholiques en désaccord avec la position de l'Église catholique romaine sur les sujets relatifs à la reproduction. 
Elle dispose d'un budget de 3 millions de dollars américains.

## Historique
Catholics for Choice fut fondée par Joan Harriman, Patricia Fogarty McQuillan, et Meta Mulcahy, pour promouvoir le droit à l'avortement dans le contexte de la poursuite d'une tradition catholique. Son premier président fut Joseph O'Rourke (en), en 1974. Le groupe est issu de l'organisation Catholics for the Elimination of All Restrictive Abortion & Contraceptive Laws, un groupe new-yorkais formé en 1970.
O’Rourke reste le président de Catholics for Choice jusqu'à 1979, lorsque Pat McMahon est nommé directeur général. McMahon modifia le statut légal de l'association pour la transformer en association éducative, permettant de fait le soutien financier de la fondation. Il en résulta une garantie financière de 75 000$ de la part de la fondation pro-choix Sunnen Foundation, qui finança les premières publications du groupe.
En 1980, Frances Kissling rejoint le groupe ; elle en devient présidente en 1982. Durant 25 ans, en tant que présidente de cette organisation, elle tente de faire changer l'esprit estimé rétrograde de la hiérarchie ecclésiastique et des catholiques conservateurs en critiquant principalement les dogmes de l'Église catholique sur les problématiques relatives à la sexualité. Elle influence par son mouvement des personnalités politiques et des militants, essentiellement catholiques, pour travailler à ce que les femmes catholiques aient le droit à la contraception et puissent être libres de choisir l'avortement. Frances Kissling annonça son retrait en février 2007. 
Le vice-président et directeur de la communication, Jon O'Brien, est alors choisi comme nouveau président. Il est assisté financièrement par la Sunnen Foundation.

## Objectifs
Les principales missions de Catholics for Choice sont l'obtention « d'avancées dans les domaines de l'éthique sexuelle et sur les sujets relatifs à la reproduction [...] qui reflètent la volonté de la libre-disposition du corps par la femme, de son respect, et qui affirment la capacité morale des hommes et des femmes à prendre leurs propres décisions concernant leur vie. »
En 1984, le mouvement a publié dans le New York Times la déclarationA Catholic Statement on Pluralism and Abortion (en), rédigée par le théologien Justus Lawler et signée par plusieurs dizaines de personnalités.  
L'organisation se fonde sur certains principes-clefs, notamment "le dialogue, l'éducation et la sensibilisation", pour faire avancer les perspectives de l'organisation aux États-Unis d'Amérique, et dans le monde par "des politiques publiques, des analyses de la condition féminine et une réflexion sur la vie sociale catholique".
Les fondements et combats de l'organisation incluent:
- Faire que l'avortement demeure légal[6]
- Étendre l'accès à la contraception[7]
- Étendre les types d'aides fournis par un système de santé catholique, dont l'avortement[8]
- Un vrai regard porté sur la sexualité humaine[9]
- Des avertissements sur les dangers du SIDA[10]
- Explorer la diversité des points de vue à l'intérieur de la tradition catholique[11]
- Mettre un frein aux politiques publiques menées par des "groupes religieux conservateurs"[12]

On remarque ainsi que Catholics for Choice a différents buts, avec une véritable affirmation pro-choix.

## Le programme Préservatif (Condom program)
En 2001, Catholics for Choice lança une campagne mondiale d'éducation du public, nommée Condoms4Life (Préservatifs pour la Vie) pour attirer l'attention sur les « erreurs des enseignements de l'Église catholique vis-à-vis du contrôle des naissances, et de l'usage des préservatifs ». En 2005, Catholics for Choice créa un groupe nommé World Youth Day for All, à l'occasion des Journées mondiales de la jeunesse qui regroupèrent les catholiques à Cologne. Ils y distribuèrent des cartes postales et des autocollants disant "Les bons catholiques utilisent des préservatifs".
Les posters distribués par le groupe lors de cet évènement comprenaient aussi le portrait de deux hommes en train de s'embrasser. Certaines critiques se sont fait entendre à l'encontre de ce portrait de l'homosexualité pour son "caractère sexuel expressif" et fut jugé offensant. Faisant fi des critiques,  Catholics for Choice précisa qu'elle refusait l'enseignement catholique relatif à l'abstinence.
L'organisation maintient que le préservatif est utile pour prévenir l'expansion du SIDA, depuis que les couples ont des rapports sexuels malgré « l'interdiction du Vatican ».

## Élection de Benoît XVI et initiative "pope-watch"
Après que Benoît XVI a été élu, Catholics for Choice initia un projet appelé Pope-Watch.org.
Parmi les demandes formulées à Benoît XVI par le projet, on peut citer :
- Un renversement des enseignements de l'Église catholique vis-à-vis de la contraception, arguant que leur utilisation participe à la promotion de la culture de vie prônée par la doctrine catholique,
- L'allocation de 25 % des positions-clefs du Vatican à des femmes ;
- Un célibat rendu optionnel pour les prêtres et les religieux ;
- L'intégration de prêtres déjà mariés ;
- La rencontre des victimes d'abus sexuels par des ecclésiastiques ;
- La promotion de la « liberté intellectuelle et théologique au sein de l'Église » ;
- Une clarification des droits des catholiques à recevoir l'eucharistie ;
- Une célébration de l'eucharistie pour ceux que l'Église a « blessés ». D'après Catholics for Choice, cette dénomination inclut les membres mariés du clergé, les victimes d'abus sexuels par des membres du clergé, les théologiens dissidents et les personnes vivant avec le SIDA.

### Une position de l'Église inchangée
L'Église catholique a fait savoir qu'elle maintenait son enseignement officiel contre les contraceptions artificielles comme le préservatif ou la pilule contraceptive. Pour cette raison, Monseigneur Fabian Bruskewitz a rappelé en 1996 que les membres de cette organisation sont excommuniés latae sententiae.
Voir aussi
- Doctrine du christianisme sur l'avortement
- Positions de l'Église catholique romaine